# Prinz Ahmed und die Fee Peri Banu

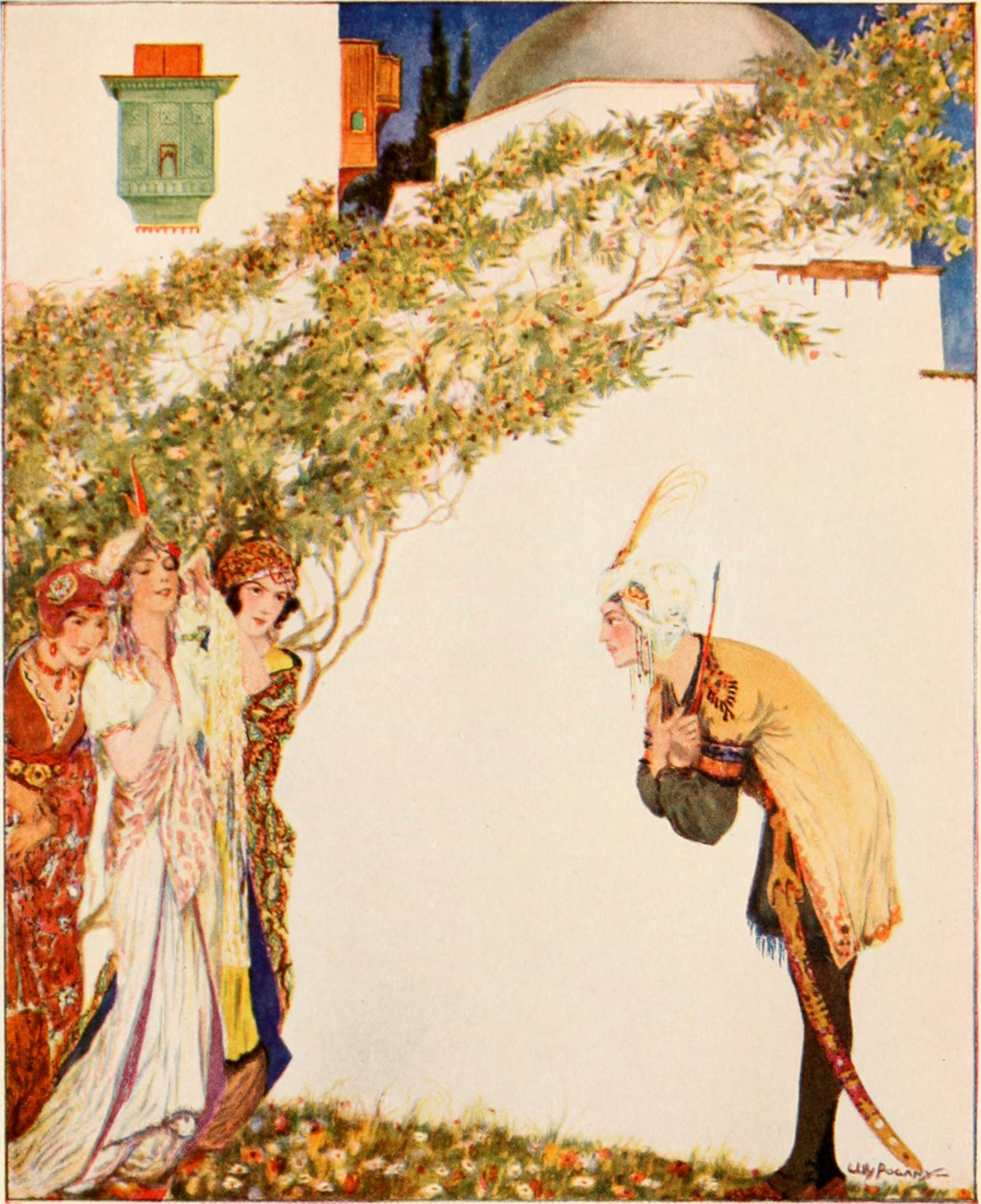
Illustration von Willy Pogany, 1915

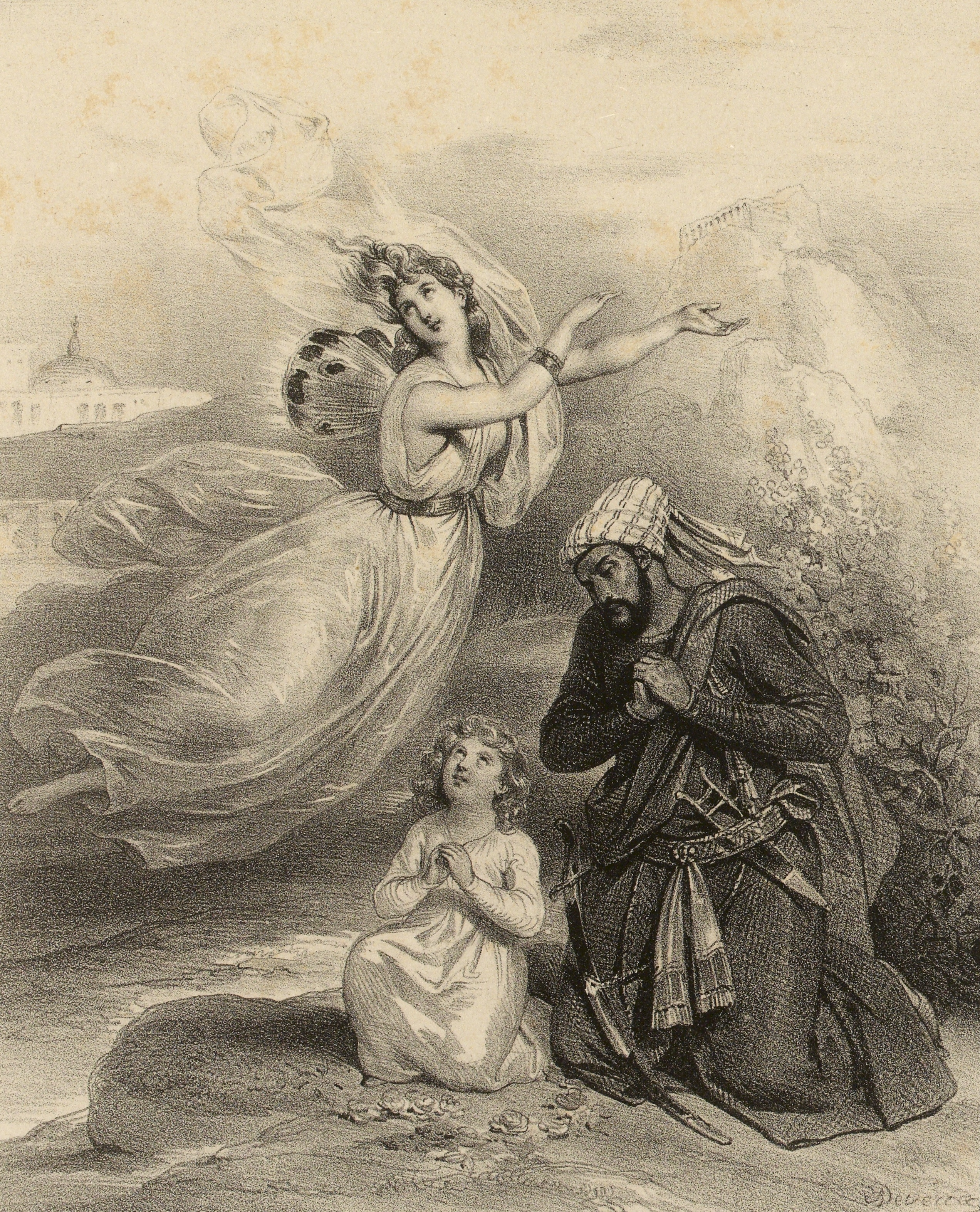
Lithographie von Achille Devéria, 1833

Ahmed und Peri Banu oder Geschichte des Prinzen Ahmed und der Fee Peri Banu ist eines der Märchen in der Sammlung Tausendundeine Nacht.

## Handlung
Ein Sultan in Indien hatte drei Söhne, nämlich Husein, Ali und Ahmed, und eine Nichte namens Nurunnihar. Der Prinz soll Nurunnihar heiraten dürfen, welcher dem Sultan nach einem Jahr das wunderbarste Geschenk mitbringt. Husein, der Älteste, bringt einen Zauberteppich, mit dem man sich innerhalb weniger Augenblicke an jeden Ort versetzen kann. Ali, der zweitälteste, findet ein Elfenbeinrohr, durch das man jeden Ort der Welt sehen kann. Prinz Ahmed, der Jüngste, bringt einen Apfel, dessen Duft von jeder Krankheit heilt.
Als die Brüder nach der Reise wieder zusammentreffen, sehen die drei Brüder durch das Elfenbeinrohr, dass Prinzessin Nurunnihar unheilbar krank ist und innerhalb weniger Augenblicke sterben muss. Der Zauberteppich bringt die drei Brüder innerhalb weniger Augenblicke zurück zu Nurunnihar, der Apfel heilt sie. Da alle Geschenke gleich viel wert waren, soll ein Bogenschießen die Entscheidung bringen. Hassan, der Älteste, schießt weit, Ali, der Zweitälteste noch weiter, der Pfeil von Ahmed, dem Jüngsten, fliegt augenscheinlich noch viel weiter, bleibt aber unauffindbar. Da nur der zweite Pfeil sicher gefunden werden kann, erhält Ali, der Zweitälteste, Prinzessin Nurunnihar zur Frau.
Husein wird daraufhin Einsiedler und Ahmed, der Jüngste, sucht seinen verlorenen Pfeil. Er findet ihn in einer weit entfernten Schlucht vor einem eisernen Tor, hinter dem sich eine riesige helle Höhle mit einem Palast befindet, in der Peri (=Fee) Banu lebt. Diese verspricht ihm das größte Glück auf Erden, wenn er sie heiratet und eröffnet ihm, dass sie es war, die unsichtbar seinen Bogen gespannt hat, da er besseres verdient habe. Beide heiraten, sind glücklich, aber neidische Berater des Sultans zusammen mit einer Zauberin raten diesem, von Prinz Ahmed Geschenke zu fordern, die den Sultan mächtiger machen oder aber den wegen der Macht der Peri angeblich gefährlichen Prinzen vom Hof fernhalten, weil die Nichterfüllung des Wunschs den Prinzen beschämen würde.
Der letzte der drei Wünsche ist aber der Besuch eines seltsamen Zwergs, Schaïbar, dem Bruder der Peri. Über dessen Hässlichkeit entsetzt, fliehen sämtliche Bürger der Stadt. Der Zwerg Schaïbar ist über den beleidigenden unhöflichen Empfang erbost und erschlägt Sultan und etliche Wesire außer den Großwesir, welcher ehrliche Ratschläge gegeben hatte. Dann stellt der Zwerg Schaïbar laut die Frage, ob es jemanden gäbe, der etwas dagegen hätte, dass Ahmed nun der Sultan wäre. Niemand hat etwas dagegen, Ahmed wird Sultan, der mittlere Bruder bleibt mit Prinzessin Nurunnihar und einem hohen Unterhaltsgeld glücklich in der Stadt, der Älteste will Einsiedler bleiben, Peri Banu wird Königin und alle lebten mit König Achmed den Großen glücklich bis ans Ende ihrer Tage.

## Rezeption
Das Märchen ist eine Kombination aus zwei Märchentypen, die im internationalen Aarne-Thompson-Uther-Index aufgeführt sind: ATU 653A: „Die seltenste Sache der Welt“, und ATU 465: „Der Mann, der wegen seiner schönen Frau verfolgt wird“.
Das Märchen gilt auch als eine der sogenannten „Waisengeschichten“ der Sammlung von Tausendundeiner Nacht, da im Gegensatz zu anderen Märchen kein persischer oder indischer Originaltext gefunden wurde. Einige Wissenschaftler, darunter Ulrich Marzolph und Ruth Bottigheimer, schreiben die Quelle einem maronitischen Christen namens Hanna Diyab zu, von dem der französische Autor Antoine Galland die Geschichte gesammelt hat.
Laut Ulrich Marzolph gehen die später mündlich überlieferten Erzählungen auf Gallands Übersetzung dieser Geschichte in Tausendundeine Nacht zurück. Ruth Bottigheimer zufolge ist Hanna Diyabs wichtigste Quelle La Chatte blanche von der französischen conteuse Marie-Catherine dAulnoy.
Die Geschichte wurde von der deutschen Filmregisseurin Lotte Reiniger in dem Film Die Abenteuer des Prinzen Achmed (1926) verfilmt.